# Pruisische Staatsspoorwegen
De Pruisische Staatsspoorwegen (Preußische Staatseisenbahnen) was van 1847 tot 1920 de aanduiding voor de gezamenlijke staatsspoorwegbedrijven van Pruisen.

## Geschiedenis
De Pruisische staatsspoorwegen was geen zelfstandig bedrijf, maar de overkoepelende naam voor een aantal spoorwegondernemingen, die eerst werden aangeduid met KED of Königliche Eisenbahndirektionen en later met ED oftewel Eisenbahndirektionen. Tot 1896 sprak men van Königlich Preußische Staatseisenbahnen, daarna van Preußisch-Hessische Eisenbahngemeinschaft en ten slotte van Preußische Staatsbahn. De staatsspoorwegen vielen eerst onder het Pruisische ministerie van Handel en later onder het daarvan afgesplitste ministerie van Openbare Werken.
Men komt ook wel de benaming Königlich Preußische Eisenbahn-Verwaltung tegen, maar deze naam hebben de Pruisische staatsspoorwegen nooit gehad. In officiële documenten komt deze naam niet voor, maar er reden destijds in Pruisen wel rijtuigen rond met wapenschildjes, die de afkorting KPEV droegen.
De Königlich Preußische Staatseisenbahnen zouden uitgroeien tot het schoolvoorbeeld van een goed georganiseerde staatsspoorweg. Toch is het begin van dit spoorwegbedrijf bescheiden. In tegenstelling tot andere landen binnen de Duitse Bond liet Pruisen de aanleg van spoorwegen vooral aan het particulier initiatief over. De staat voorzag in wetgeving die de aanleg van spoorwegen stimuleerde. Zo kon de staat invloed uitoefenen over de zelfstandige spoorwegbedrijven (Eisenbahndirektionen) en ze had de mogelijkheid om ze op enig moment over te nemen. Deze politiek was succesvol: de staat kon zo zijn beperkte financiële middelen voor andere doelen aanwenden en het Pruisische spoorwegnet groeide sneller dan dat van andere Duitse staten. Veel later, tegen het einde van de 19e eeuw, werden de zelfstandige spoorwegondernemingen door de staats overgenomen.

### Ontbrekende schakels
Waar door particulier initiatief geen spoorwegen tot stand kwamen zorgde de staat voor de aanleg; het betreft de volgende trajecten:
- de "Saarbrücker Bahn", een 32 kilometer lange verbinding tussen het spoorwegnet van de Palts en het net van de Franse staatsspoorwegen. (1850-1852)
- de "Oostspoorweg (Ostbahn)", een 467 kilometer lange verbinding die het Pruisische spoorwegnet verbond met de Russische grens ten oosten van Koningsbergen (1851-1857)
- de "Westfälischen Bahn" Hamm – Lippstadt (1850)

Ook werden particuliere spoorwegbedrijven die in moeilijkheden gekomen waren overgenomen:
- de Köln-Minden-Thüringer Verbindungsbahn (1849)
- de Niederschlesisch-Märkische Eisenbahn-Gesellschaft (1852)
- de Münster-Hammer Eisenbahn-Gesellschaft (1855)

### De Pruisisch-Oostenrijkse Oorlog (1866)
In 1866 kwam het Koninkrijk Pruisen in conflict met Oostenrijk, hetgeen resulteerde in de Pruisisch-Oostenrijkse Oorlog. Deze oorlog zou voor de spoorwegonderneming een belangrijk omslagpunt betekenen.
Ten eerste bewezen in deze oorlog de spoorwegen hun strategische betekenis. Pruisen kon de oorlog winnen doordat het per spoor zijn troepen veel sneller kon verplaatsen dan tegenstander Oostenrijk verwacht had.
Ten tweede leverde de oorlog gebiedsuitbreiding op. Pruisen annexeerde Sleeswijk-Holstein, Hannover, Hessen-Kassel, Nassau en Frankfurt. De staatsspoorwegen van deze landen werden in de structuur van de Eisenbahndirektionen ondergebracht. Dit leverde de Preußische Staatseisenbahnen in één keer een netuitbreiding van 1069 kilometer op.

### Het grootste staatsspoorwegbedrijf van de wereld
Vanaf 1877 ging de Pruisische staat op grote schaal particuliere spoorwegbedrijven overnemen. Door het faillissement van een aantal bedrijven was de belangstelling van particuliere beleggers voor spoorwegen afgenomen. Vanwege de militaire betekenis was bij de staat de belangstelling voor spoorwegen juist toegenomen en men verwachtte door staatsexploitatie beter in de militaire behoeften te kunnen voorzien. Hierdoor kon het netwerk van de Pruisische staatsspoorwegen uitgroeien tot een lengte van 23.000 kilometer in 1890 en werd het vanaf 1 april 1897, met de overname van de spoorwegen in het Groothertogdom Hessen het grootste staatsspoorwegbedrijf ter wereld. Na de Eerste Wereldoorlog sprak men van Preußische Staatsbahn.
In 1920 gingen de Pruisische staatsspoorwegen, samen met de spoorwegbedrijven van andere Duitse (deel)staten, op in de Deutsche Reichsbahn.

## Netwerk
Het netwerk van de Pruisische spoorwegen was vooral in oost-west richting georiënteerd. Centrum van het netwerk was de hoofdstad Berlijn. Vanuit verschillende Berlijnse kopstations vertrokken treinen naar alle delen van het rijk. In 1877 werden de verschillende spoorlijnen rond Berlijn middels een ringspoorlijn met elkaar verbonden en in 1882 werd dwars door Berlijn heen de Stadtbahn geopend.
Belangrijke spoorlijnen voor het langeafstandsverkeer waren:
- de Ostbahn (Oostspoorweg ) naar de Russische grens
- de Lehrter Bahn naar Lehrte bij Hannover, hiervandaan kon het Ruhrgebied worden bereikt
- de spoorlijn naar de kolengebieden in Silezië
- de spoorlijn naar Hamburg

## Afbeeldingen

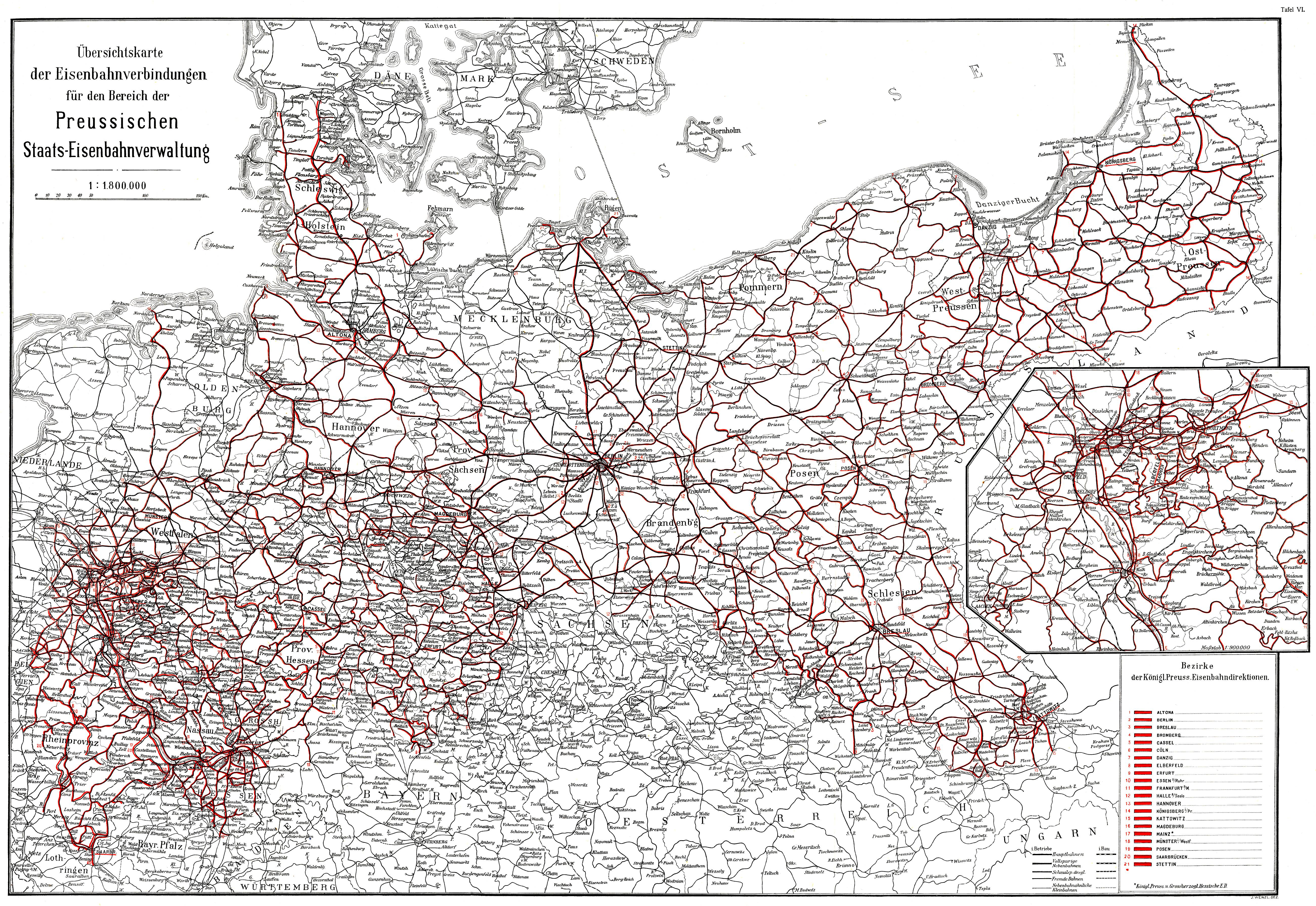
Overzichtskaart lijnennet in 1912
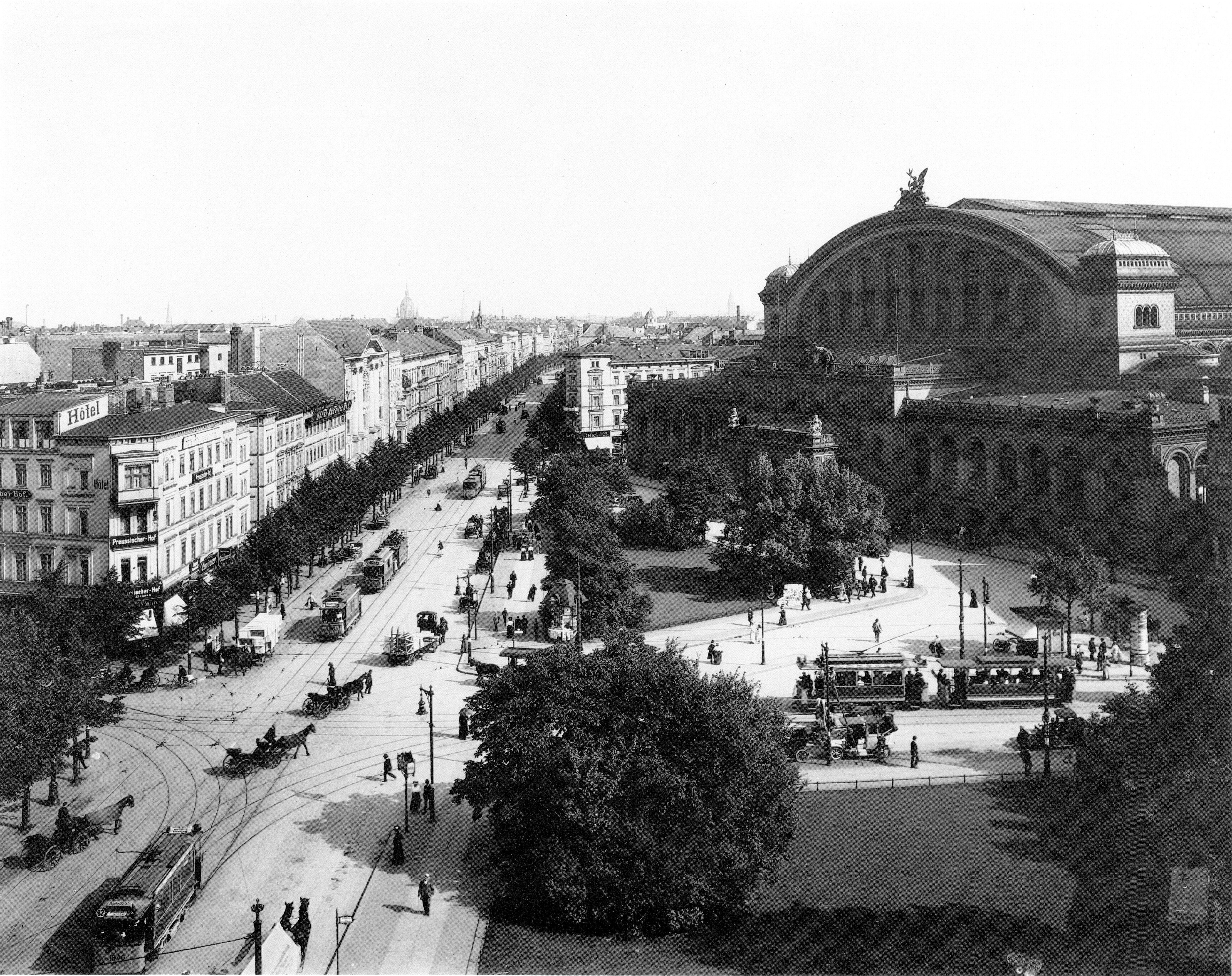
Anhalter Bahnhof, circa 1910
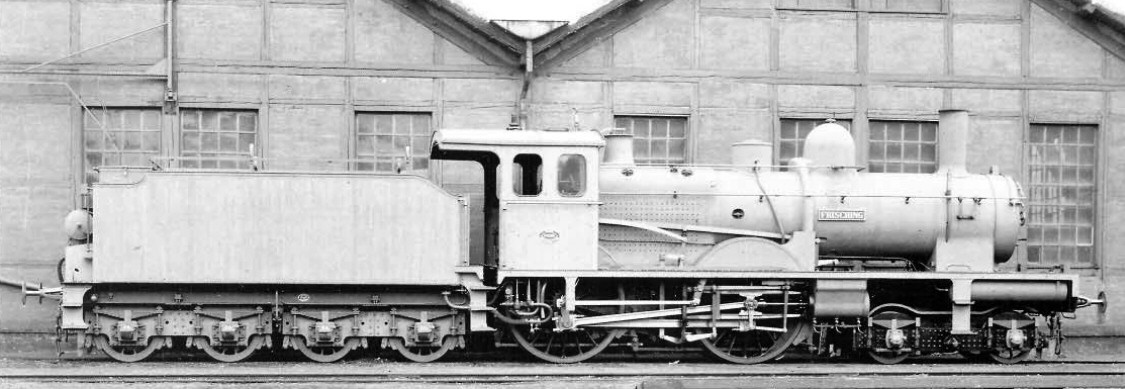
Locomotief Baureihe S5, 1902
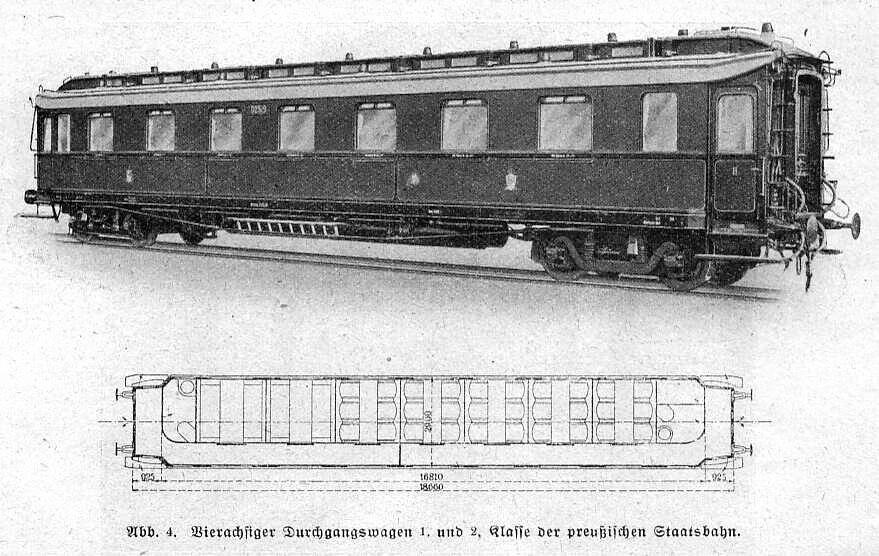
D-trein rijtuig, circa 1910